# إفرات ناتان
إفرات ناتان (بالعبرية: אפרת נתן‏) هي رسامة إسرائيلية، ولدت في 1947 في إسرائيل.